# Ludwig Linsert

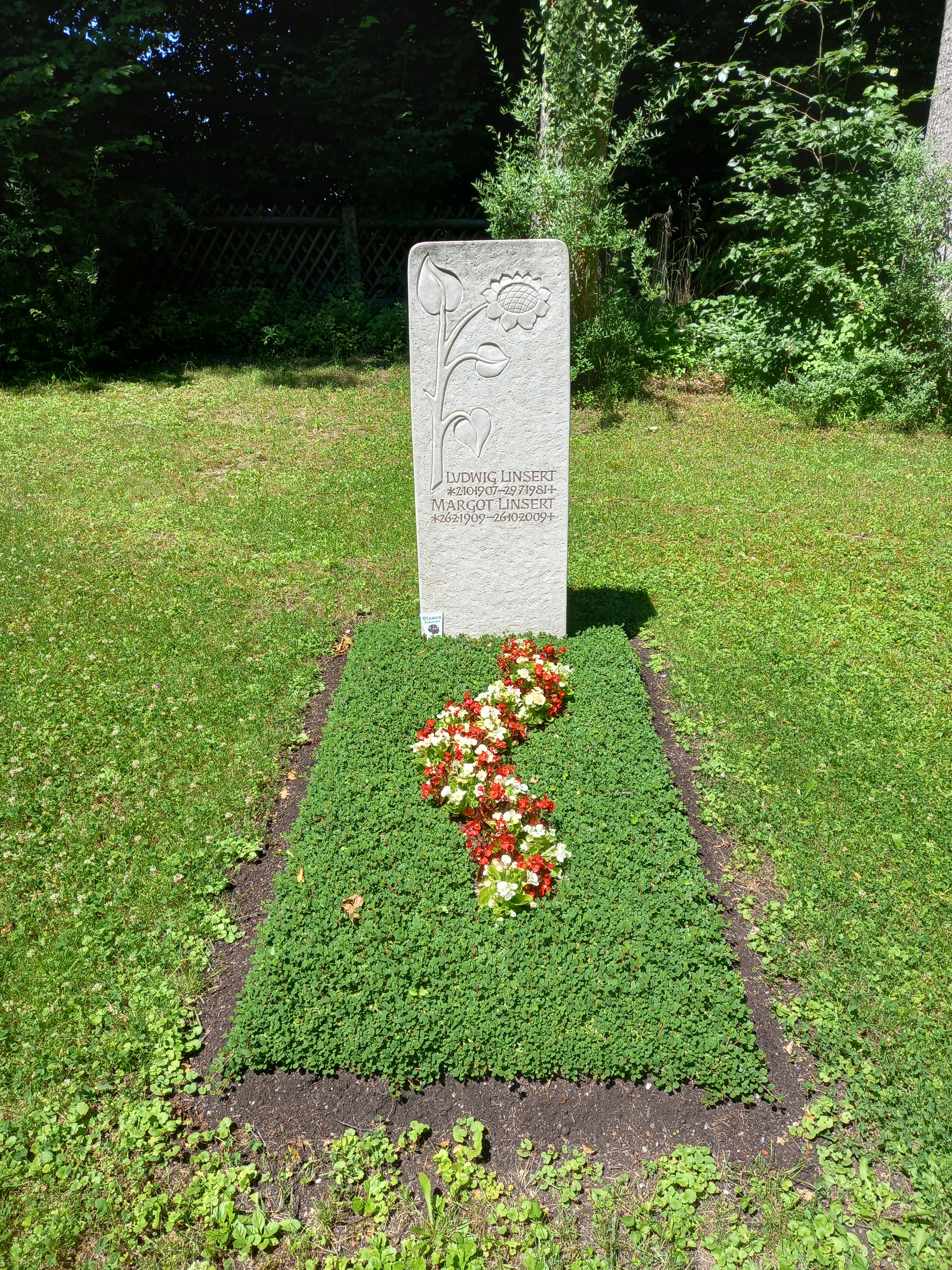
Das Grab von Ludwig Linsert und seiner Ehefrau Margot auf dem Waldfriedhof Solln in München

Ludwig Linsert (* 2. Oktober 1907 in München; † 29. Juli 1981 ebenda) war ein sozialdemokratischer Politiker, Gewerkschafter und Widerstandskämpfer gegen den Nationalsozialismus.

## Leben
Der aus einer sozialdemokratischen Arbeiterfamilie stammende Linsert absolvierte nach dem Besuch der Volksschule eine Schlosser- und Elektrotechnikerlehre. Seit seinem vierzehnten Lebensjahr Mitglied im Deutschen Metallarbeiter-Verband (DMV), trat er 1931 dem Internationalen Sozialistischen Kampfbund (ISK) bei und war Jugendleiter bei den Naturfreunden. Nach der Machtübertragung an die NSDAP fungierte das seit 1933 von Linsert und seiner Frau Margot betriebene Lebensmittelgeschäft im Stadtteil Laim als Treffpunkt und Basis der Widerstandsarbeit (u. a. Flugblattaktionen, Anbringen von Parolen an Hauswänden) der Münchner ISK-Gruppe, in welcher neben den Linserts u. a. auch Ludwig Koch und Hans Lehnert führend tätig waren.
Nach der 1937 anlaufenden Verhaftungswelle gegen ISK-Gruppen wurde die Münchner ISK-Gruppe im Spätsommer 1938 von der Gestapo zerschlagen. Linsert wurde wegen Vorbereitung zum Hochverrat zu einer zweijährigen Zuchthausstrafe verurteilt. Nach seiner Haftentlassung wurde er ab 1943 in der Strafdivision 999 an der Ostfront eingesetzt und geriet dort 1944 in sowjetische Kriegsgefangenschaft, aus welcher er 1947 zurückkehrte.
Wieder in München lebend, engagierte sich Linsert im DGB, für welchen er ab 1949 hauptamtlich tätig war, so ab 1950 als Münchner Kreisvorsitzender und 1958 bis 1969 als Landesvorsitzender für Bayern. Linsert, der 1948 der SPD beigetreten war, war weiterhin zwischen 1956 und 1969 als Gewerkschaftsvertreter Mitglied des Bayerischen Senats und fungierte von 1967 bis zu seinem Ausscheiden zwei Jahre später als dessen Vizepräsident. Von 1979 bis zu seinem Tode amtierte er als Bundesvorsitzender der Arbeitsgemeinschaft ehemals verfolgter Sozialdemokraten (AvS).

## Gedenken
Im Münchner Stadtteil Ramersdorf-Perlach ist eine Straße nach Ludwig Linsert benannt. Der Bayerische Verdienstorden wurde ihm am 15. Dezember 1959 verliehen.
Eine Gedenkstele des WiderstandsDenkmals am Platz der Freiheit (München) erinnert seit Juli 2016 an Ludwig Linsert.